# Tommy Cash (rapper)
Tommy Cash, pseudonimo di Tomas Tammemets (Tallinn, 18 novembre 1991), è un rapper estone.
Dopo aver debuttato nei primi anni 2010, Tommy Cash ha pubblicato due album intitolati Euroz Dollaz Yeniz (2014) e Yes (2018) e collaborato con artisti internazionali come Charli XCX, Diplo, Oliver Tree e i Little Big. Nel 2025 ha rappresentato l'Estonia all'Eurovision Song Contest con l'inedito Espresso macchiato, piazzandosi al terzo posto finale con 356 punti.
Ha raggiunto la notorietà per il suo modo di cantare in inglese con un marcato accento da non madrelingua e anche grazie ai suoi temi lirici sessualmente espliciti, così come lo sono i video musicali associati. Secondo Neil Z. Yeung di AllMusic, Tommy Cash «concretizza le sue visioni selvagge e sfrenate in tracce che sembrano un’alleanza profana tra i Die Antwoord e il defunto Lil Peep».

## Biografia

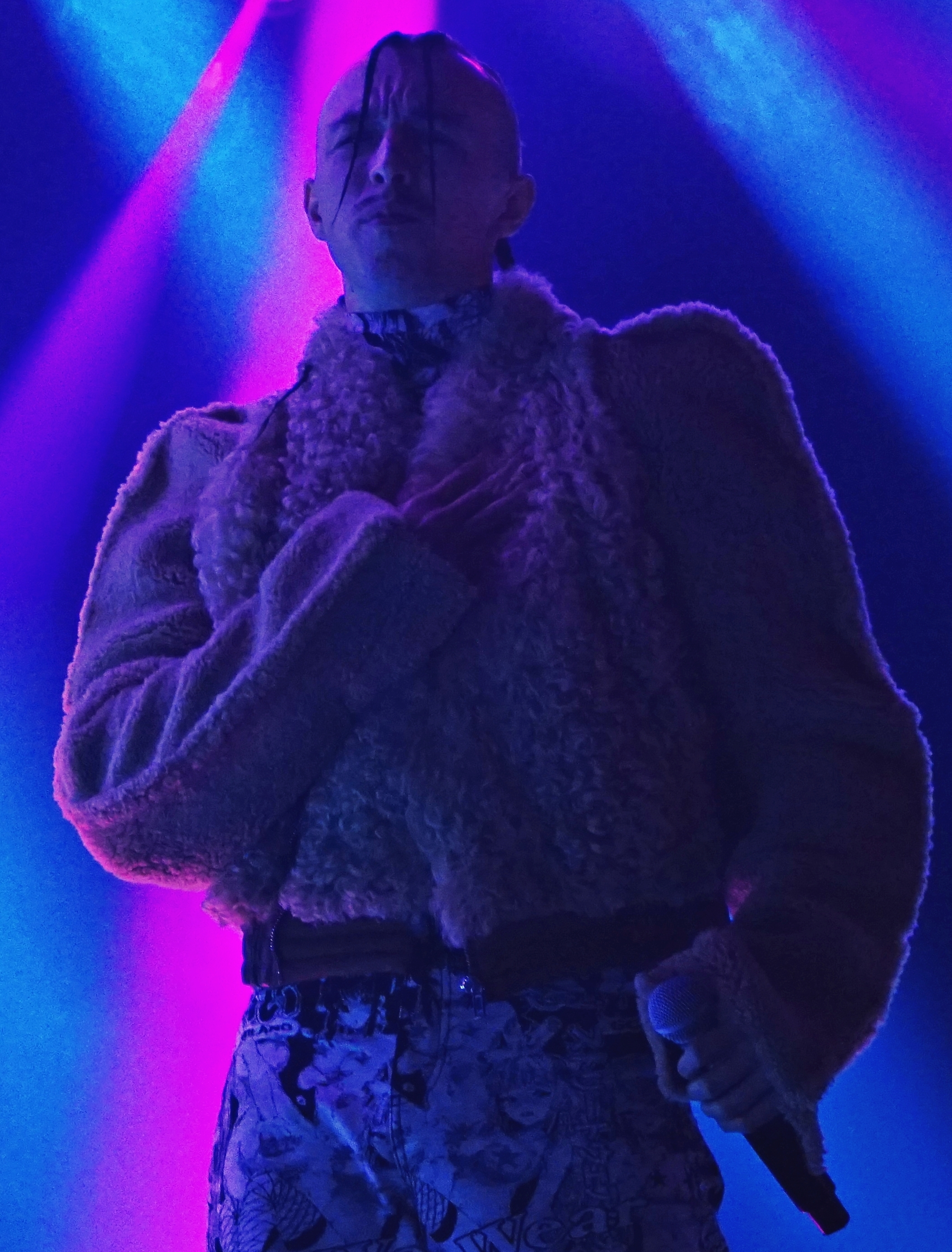
Tommy Cash mentre si esibisce all'O_{2} Forum Kentish Town di Londra, 15 aprile 2022

Tomas Tammemets nasce a Kopli, un sottodistretto operaio di Tallinn, in Estonia (appena resasi indipendente dall'appartenenza sovietica) da una famiglia povera. Ha origini russe, ucraine, kazake ed estoni, che gli permisero di essere poliglotta fin da piccolo. Fin da piccolo ha subito l'ambizione di entrare nel cast di Star Wars.
In gioventù, Tomas era un artista di strada, noto per i suoi graffiti. Inoltre a causa di problemi con la droga è stato più volte espulso da scuola, non riuscendo così mai a diplomarsi.
Inizia la sua carriera musicale nel 2012, pubblicando i suoi primi tre singoli: Old School, Dusk e Toxic sulla piattaforma SoundCloud. Il 7 dicembre, fa il suo primo concerto pubblico durante una sfilata al Peterson Café di Tallinn. Nel settembre 2013 pubblica il singolo Guez Whoz Bak, successivamente premiato come demo dell'anno dall'emittente radiofonica estone Raadio 2. Pochi mesi dopo, il 25 febbraio, viene pubblicato l'EP C.R.E.A.M, comprendente tre brani tra i quali Guez Whoz Bak. Il 1º novembre è il turno dell'uscita dell'album d'esordio Euroz Dollaz Yeniz.
All'inizio del 2015 viene distribuito il singolo Prorapsuperstar, prodotto da Sander Joon e Mikk Mägi, seguito dal brano Give Me Your Money e della miniserie YouTube American Russian, entrambe in collaborazione con la band russa Little Big.
Il 21 maggio 2016, durante gli annuali Berlin Music Video Awards, il videoclip di Give Me Your Money viene premiato con il terzo posto per la miglior interpretazione. Il 19 luglio, pubblica il singolo di successo Winaloto, mentre durante l'ottobre dello stesso anno annuncia il primo tour europeo iniziato il 4 dicembre, con tappe nei Paesi Bassi, Germania, Polonia, Francia, Regno Unito, Belgio, Austria e Irlanda.
Nel 2017, rappresenta assieme al produttore Noëp il proprio paese agli Eurosonic Noorderslag di Groningen. Nel resto dell'anno pubblica diversi singoli, tra cui Rawr in collaborazione con Joji e Cry in collaborazione con gli IC3PEAK. Nel 2017 avvia il sodalizio artistico con la cantante britannica Charli XCX, contribuendo vocalmente al brano Delicious, contenuto nel mixtape Pop 2. I due tornano a collaborare a Click, traccia contenuta nell'album del 2019 Charli.
Nel novembre 2018 pubblica il suo secondo album Yes, che ottiene recensioni positive da parte di alcune riviste musicali come 
Clash e Paper. L'anno seguente, decide in collaborazione con Rick Owens di esporre il proprio sperma al museo d'arte Kumu di Tallinn. Sempre in collaborazione con quest'ultimo, sfila sulla passerella della collezione SS19 "Babel" al Palais de Tokyo a Parigi e un remix del suo singolo del 2018 Pussy Money Weed viene utilizzato come colonna sonora. Nello stesso anno partecipa come cantante di apertura del Goodbye, Farewell Tour di Oliver Tree negli Stati Uniti d'America.
Sempre nel 2019 si esibisce al Tomorrowland su invito del disc jockey bosniaco Salvatore Ganacci, con il quale nei primi mesi del 2020 pubblica il singolo Heartbass. Nello stesso periodo annuncia il suo primo tour ufficiale negli Stati Uniti d'America, con inizio fissato per il 22 marzo. Tuttavia a causa della pandemia di COVID-19 il tour è stato annullato. Dopodiché, a fine anno torna ad esibirsi in occasione dei Pornhub Awards.
Nell'aprile 2021 pubblica il singolo Zuccenberg assieme a Diplo e ai Suicideboys, in qualità di primo estratto dal suo secondo extended play Moneysutra. Il 13 luglio seguente pubblica il singolo Benz-Dealer con il rapper polacco Quebonafide; nel mese di settembre collabora con il rapper Oliver Tree e i Little Big, nella realizzazione del brano Turn It Up, inserito nell'extended play Welcome to the Internet. L'anno seguente, il 17 marzo 2022, pubblica il singolo Baby Shock.
Il 19 agosto 2023 durante un concerto all'Olympiastadion di Helsinki, presenta assieme al finlandese Käärijä il duetto It's Crazy It's Party, rilasciato ufficialmente il 15 settembre successivo. In seguito si unisce a Oliver Tree per prendere parte al suo tour internazionale.

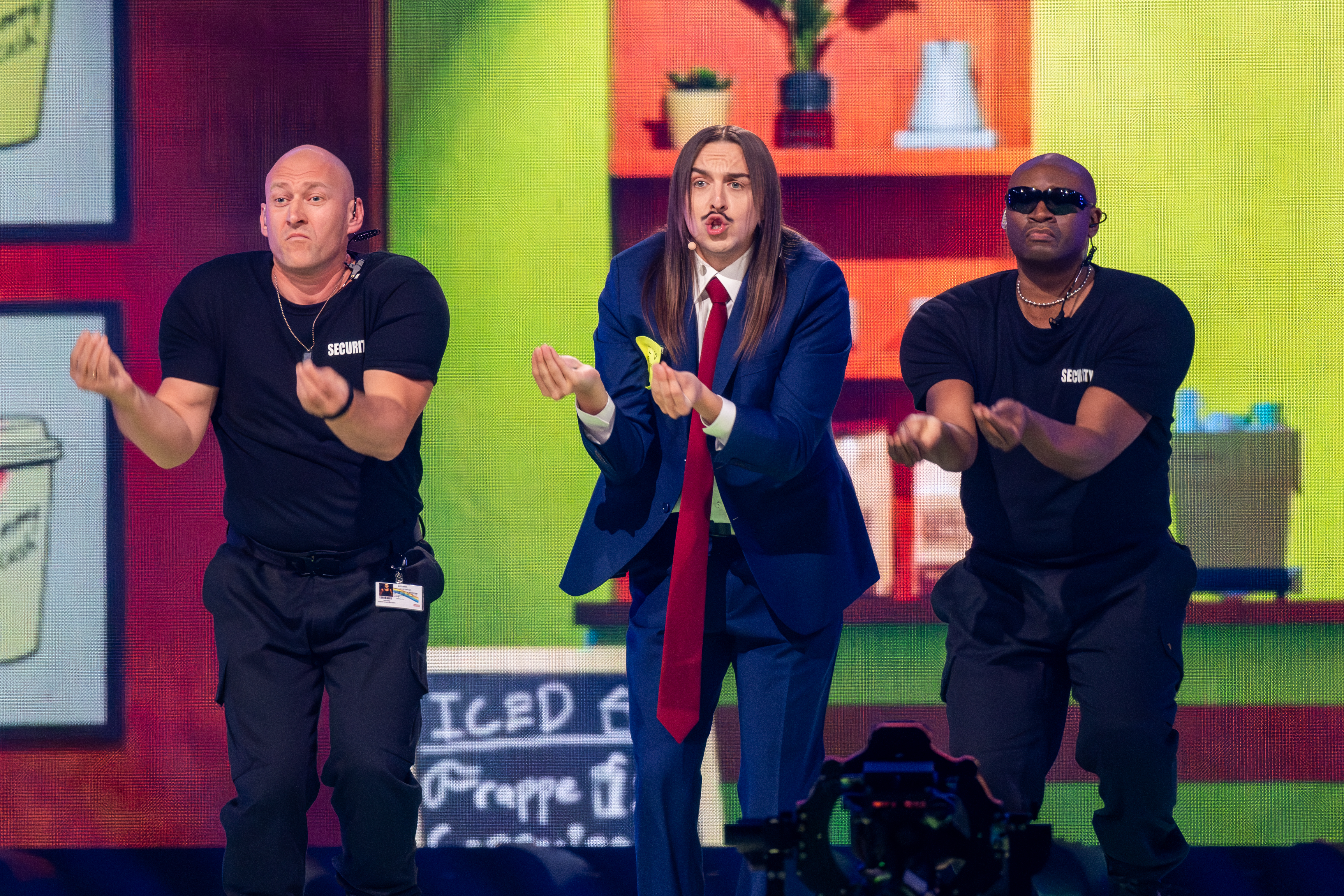
Tommy Cash si esibisce con Espresso macchiato durante la prima semifinale dell'Eurovision Song Contest 2025 il 13 maggio 2025.

Nel gennaio 2024 rilascia il singolo Tango, un duetto col canadese bbno$; mentre il 12 luglio successivo viene diffuso Ass & Titties, in collaborazione con Salvatore Ganacci. L'8 agosto pubblica invece il singolo Untz Untz, accompagnato dal controverso e sessualmente esplicito videoclip, che proprio in virtù di ciò viene pubblicato su YouTube e su PornHub.
Più tardi nello stesso anno, il 6 novembre, annuncia la sua partecipazione all'Eesti Laul 2025 con la canzone Espresso macchiato, pubblicata il 7 dicembre seguente. Il 15 febbraio 2025, dunque, si esibisce nella finale del concorso canoro presso la Saku Suurhall di Tallinn, accedendo dapprima alla superfinale contro An-Marlen, Andrei Zevakin feat. Karita e poi vincendola con l'83,70% di voti.
In tal modo conquista il diritto di partecipare all'Eurovision Song Contest 2025.
Dopo aver guadagnato notorietà in Italia a seguito delle varie controversie legate al singolo, il 9 maggio successivo pubblica insieme al rapper italiano Tony Effe un remix di Espresso macchiato.
Il 13 maggio seguente si esibisce al St. Jakobshalle di Basilea in occasione della prima semifinale dell'Eurovision, ottenendo la qualificazione alla finale. 
Il 17 maggio si esibisce nuovamente, stavolta per la finale, ottenendo complessivamente 356 punti che gli permettono di ottenere il terzo posto dietro Austria (436 punti) e Israele (357 punti), nonché di riportare l'Estonia sul podio della competizione canora, ventitré anni dopo l'ultima volta avvenuta nel 2002 con Runaway di Sahlene.
Il 30 maggio seguente tramite i propri profili social annuncia un tour internazionale con tappe in 25 paesi diversi, tra cui l'Italia. Proprio durante una delle tappe italiane, il 13 agosto al Red Valley Festival di Olbia, presente in anteprima un nuovo singolo in italiano, intitolato Ok.

## Vita privata
Dal 2014 al 2018 ha intrattenuto una relazione con la sua manager, Anna-Lisa Himma, figlia della cantante estone Nancy Himma, prima di intraprenderne una con la cantante Ekaterina Kiščuk, ex membro dei Serebro.
Dal 2022 intrattiene una relazione con la modella russa Polina Gribanova, resa nota al pubblico solo nel 2024.

## Discografia

### Album in studio
- 2014 – Euroz Dollaz Yeniz
- 2018 – Yes

### EP
- 2014 – C.R.E.A.M.
- 2021 – Moneysutra
- 2024 – High Fashion

### Singoli
- 2013 – Oldkool
- 2014 – Euroz Dollaz Yeniz'x
- 2015 – Leave Me Alone
- 2015 – ProRapSuperstar
- 2016 – Winaloto
- 2016 – Escalade
- 2016 – Orange Soda
- 2017 – Surf
- 2017 – Rawr
- 2018 – Cry
- 2018 – Pussy Money Weed
- 2018 – Little Molly
- 2018 – X-Ray
- 2019 – Sdubid
- 2021 – Zuccenberg (feat. Suicideboys e Diplo)
- 2021 – Benz-Dealer (con Quebonafide)
- 2022 – Baby Shock (con OhGeesy e Imanbek feat. Lost Capital)
- 2024 – Tango (con bbno$)
- 2024 – Cash Ready (con Mata e Jeleel!)
- 2024 – Ass & Titties (con Salvatore Ganacci)
- 2024 – Untz Untz
- 2024 – Espresso macchiato

### Collaborazioni
- 2015 – Give Me Your Money (Little Big feat. Tommy Cash)
- 2017 – Delicious (Charli XCX feat. Tommy Cash)
- 2018 – Follow Me (Little Big feat. Tommy Cash)
- 2019 – Who (Modeselektor feat. Tommy Cash)
- 2019 – Impec (Lorenzo feat. Tommy Cash)
- 2019 – Click (Charli XCX feat. Tommy Cash)
- 2019 – Forever in Debt (Borgore feat. Tommy Cash)
- 2020 – Heartbass (Salvatore Ganacci feat. Tommy Cash)
- 2020 – xXXi_wud_nvrstøp_ÜXXx (Remix) (100 Gecs feat. Tommy Cash e Hannah Diamond)
- 2021 – Turn It Up (Oliver Tree e i Little Big feat. Tommy Cash)
- 2023 – It's Crazy, It's Party (Käärijä feat. Tommy Cash)

## Riconoscimenti
- Berlin Music Video Awards
  - 2016 – Candidatura al Best Performer per Give Me Your Money[15]
  - 2019 – Candidatura al Best Song per  Who[49][50]
  - 2022 – Candidatura al Most Trashy per Turn It Up[51]
  - 2024 – Candidatura al Most Trashy per It's Crazy, It's Party[52]
  - 2025 – Candidatura al Best Concept per Espresso Macchiato[53]
  - 2025 – Candidatura al Most Trashy per Untz Untz[53]

- Eesti Laul
  - 2025 – Premio alla miglior canzone per Espresso Macchiato[36]

- Eesti Muusikaauhinnad
  - 2017 – Miglior video musicale per Winaloto[54]
  - 2018 – Miglior video musicale per Surf[55]
  - 2019 – Miglior video musicale per Little Molly[56]
  - 2019 – Candidatura al miglior video musicale per Pussy Money Weed[56]
  - 2019 – Candidatura al miglior video musicale per X-Ray[56]
  - 2019 – Candidatura al miglior album hip-hop/rap per ¥€$[56]
  - 2019 – Candidatura al miglior album per ¥€$[56]
  - 2019 – Candidatura come miglior artista maschile[56]
  - 2022 – Miglior video musicale per Racked[57]
  - 2025 – Candidatura al miglior video musicale per Untz Untz[58]

- Raadio 2 Aastahitt
  - 2013 – Demo dell'anno per Guez Whoz Bak[59]

- UK Music Video Awards
  - 2021 – Candidatura al Miglior video hip hop/grime/rap internazionale per Racked[60]

- Von Krahl Hip-Hop Awards
  - 2014 – Newcomer of the Year[61]
  - 2017 – Artista dell'anno[62]
  - 2017 – Migliore canzone estone per Winaloto[62]
  - 2017 – Videoclip dell'anno per Winaloto[62]